# Pothin de Lyon
Cet article concerne Pothin de Lyon. Pour Pothin, voir Pothin.
Saint Pothin (du grec ancien : Ποθεινóς, « Désiré », Pothinus en latin) fut le premier évêque de Lyon (épiscope) et le premier évêque de Gaule.

## Biographie
On ne connaît que les conditions de son arrestation et de sa mort, grâce à une lettre devenue célèbre, adressée peu après par l'Église de Lyon à celle d'Asie et reproduite par Eusèbe de Césarée dans son Histoire ecclésiastique. Il fut arrêté en 177 sous le règne de Marc Aurèle, en même temps que Blandine et qu'un groupe de chrétiens qui forment les premiers martyrs de Lyon. Âgé alors de plus de 90 ans et infirme, Pothin meurt en prison vraisemblablement le 2 juin, à la suite des mauvais traitements infligés par ses bourreaux. Cependant, l'âge de sa mort, à une époque où l'espérance de vie était limitée est discuté. Les historiens modernes n'ont pas d'informations, mais dans tous les cas, Pothin était âgé de plus de 70 ans.
Son nom d'origine grecque indique une provenance orientale : originaire de Smyrne en Asie mineure, il n'a pas le statut de citoyen romain. La signification de son nom — Pothin signifie en grec « désiré » — pourrait également être un surnom indiquant qu'il a été attendu par la communauté chrétienne de Lyon. On ne sait pas quand il arrive à Lyon, ni quand il a été élu à l'épiscopat, ni l'étendue de son ministère. On estime qu'il a été élu évêque au milieu du IIe siècle. Il est à cette époque le seul évêque des Gaules, et la lettre relatant sa mort semble indiquer qu'il a sous son magistère les communautés de Lyon et de Vienne.
Pothin est l'un des patrons du diocèse de Lyon. Il est fêté le 2 juin, en même temps que sainte Blandine (fêtée en outre séparément le 9 août à Lyon) et leurs compagnons martyrs.

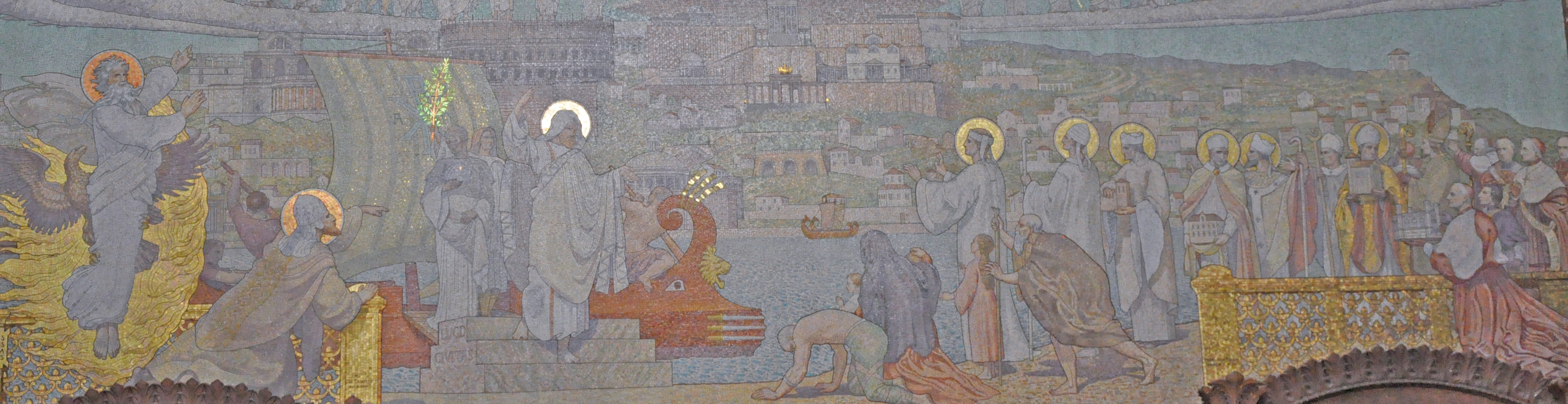
Arrivée de saint Pothin à Lyon, mosaïque de Charles Lameire, basilique N.-D. de Fourvière.

Il existe sur le site de l'Antiquaille, dans l'ancien couvent des Visitandines (49, montée Saint-Barthélémy), une salle souterraine présentée comme le cachot de saint Pothin, à côté d'une crypte (mosaïques du XIXe s.) dédiée aux martyrs de Lyon. Cette identification ne date que du XVIIe siècle et ne repose sur aucune source fiable. Cette crypte a été restaurée au moment du déclassement de l’hôpital de l'Antiquaille et a été confiée à l'association Espace culturel du christianisme à Lyon .
Saint Irénée lui succède comme évêque de Lyon.

## Relation
Eusèbe de Césarée rapporte un document infiniment précieux pour connaître l'église lyonnaise du IIe siècle, son évêque et sa communauté : la Lettre des chrétiens de Vienne et de Lyon. Cette Lettre explique les circonstances dans lesquelles certains, comme Pothin, moururent martyrs en 177.
« Il était le Christ en personne »

« Le bienheureux Pothin, qui exerçait à Lyon la charge d'évêque, avait plus de 90 ans. Sa santé était très chancelante, il avait peine à respirer tant il était épuisé. Mais avec l'aide de l'Esprit, il retrouva son ardeur, car il aspirait au martyre. On porta devant ses juges ce vieillard miné par l'âge et la maladie, mais vigilant et assuré en son âme que le Christ triompherait.

Les soldats l'emmenèrent jusqu'à la tribune, les notabilités de la ville le suivaient, ainsi qu'une populace hurlante, comme s'il était le Christ en personne. Son témoignage fut sublime. Le gouverneur lui ayant demandé qui était le Dieu des chrétiens : « Tu le sauras si tu en es digne », répondit-il. Alors on le repoussa brutalement, et une grêle de coups s'abattit sur lui. Ceux qui étaient dans le voisinage le frappaient de leurs poings ou de leurs pieds, sans égard pour son grand âge, et ceux qui étaient loin lui lançaient tout ce qui leur tombait sous la main. Ils étaient convaincus d'offenser gravement les mœurs et la religion en ne le frappant pas. Ainsi croyaient-ils venger leurs dieux ! Il respirait à peine quand on le jeta en prison. Il expira deux jours après.
Ainsi s'accomplit le grand dessein de Dieu, et Jésus Christ fit connaître sa compassion infinie. »

— Eusèbe de Césarée. Histoire ecclésiastique V, I, 29-31, trad. France Quéré, dans Le livre des martyrs chrétiens, Paris, Centurion, 1988, p. 55.

#### Auteurs antiques
- Eusèbe de Césarée, Histoire ecclésiastique, Livre V, chapitre I
- Grégoire de Tours, Sept Livres des miracles, Livre I, 49
- Irénée de Lyon, « Les martyrs de Lyon » [PDF]

#### Auteurs modernes
- A. Audin, « Les rites solsticiaux et la légende de saint Pothin », Revue de l'histoire des religions, vol. 96,‎ 1927, p. 147-174 (lire en ligne)
- André Pelletier, André Blanc, Pierre Broise, Jean Prieur, Histoire et archéologie de la France ancienne, Rhône-Alpes : de l'âge de fer au Haut Moyen-âge, Le Coteau (42120), éditions Horvath, 1988, 261 p. (ISBN 2-7171-0561-1, lire en ligne)
- François Richard et André Pelletier, Lyon et les origines du christianisme en Occident, Lyon, Éditions Lyonnaises d'Art de d'Histoire, 2011, 125 p. (ISBN 978-2-84147-227-7)
- Bernard Berthod, Jacqueline Boucher, Bruno Galland, Régis Ladous et André Pelletier, Archevêques de Lyon, Lyon, éditions Lyonnaises d'Art et d'Histoire, 2012, 191 p. (ISBN 978-2-84147-228-4)
- Jean-Claude Decourt et Gérard Lucas (préf. Jean Pouilloux), Lyon dans les textes grecs et latins : La géographie et l'histoire de Lugdunum, de la fondation de la colonie (43 avant J.-C.) à l'occupation burgonde (460 après J.-C.), Lyon, Maison de l'Orient et de la Méditerranée, 1993, 174 p. (lire en ligne)